# Готчиев, Пётр Павлович
Пётр Па́влович Го́тчиев (1918—1943) — советский хозяйственный и общественный деятель.

## Биография
Родился в 1918 году в карельской семье крестьян-середняков в деревне Семчезеро Мяндусельгской волости. Член КПСС.
С 1933 года — на хозяйственной и общественной работе. В 1933—1943 гг. — лесоруб и сплавщик в Сегозерском и Медвежьегорском районах Карело-Финской ССР, инициатор внедрения стахановских методов труда в лесной промышленности, добился выработки 84 кубометра древесины за смену (в 10 раз больше дневной нормы), комиссар батальона на оборонном строительстве, инструктор стахановских методов труда, начальник Нижнеидельского механизированного лесопункта Сумского леспромхоза.
Избирался депутатом Верховного Совета СССР 1-го созыва. Член ВКП(б).
Трагически погиб в 1943 году.

## Семья
Брат Алексей Готчиев (1914—1964) — лауреат Сталинской премии (1949).